# エストニア臨時政府
エストニア臨時政府（エストニアりんじせいふ、エストニア語: Eesti Ajutine Valitsus）は1918年（大正7年）2月24日にエストニア自治州議会（エストニア語: Maapäev）により指名されたエストニア救国委員会が組織した政府。

## 歴史

### コンスタンティン・パッツの第1次臨時内閣
臨時政府の主導者はコンスタンティン・パッツで、閣僚はユーリ・ヴィリムスが法相、ヤーン・ポスカが外相、ユハン・クックが財相、ヤーン・ラーモットが農相、アンドレス・ラルカが陸軍大臣に任命された。ヴィレム・マーシクが厚生労働大臣、フェルディナンド・ペーターソンが建設大臣、ペーテル・ポルドが文部大臣となった。
臨時政府の主な役割は、ドイツによる占領に対抗してエストニア独立宣言に対する諸国の国家承認を獲得し、最終的にはエストニア制憲議会を成立させることであった。
しかし、臨時政府の設立後ほどなくしてエストニアはドイツ軍に占領され、オーバー・オストによって統治されたが、1918年11月11日のドイツ革命と第一次世界大戦におけるドイツの降伏の結果、11月19日、ドイツ占領当局はエストニア臨時政府に権力を移譲した。

### コンスタンティン・パッツの第2次臨時内閣
1918年11月11日から11月27日まで、パッツの第2次臨時内閣が権力を握った。

### コンスタンティン・パッツの第3次臨時内閣
1919年4月23日にエストニア制憲議会が召集された後、エストニア臨時政府は1919年5月8日に辞任し、エストニア共和国で最初の選挙で選ばれた政府が就任した。この共和国の首班もパッツであった。

## 関連記事
- エストニア独立戦争
- エストニア自治政府